# Liopropoma longilepis
Liopropoma longilepis är en fiskart som beskrevs av Garman, 1899. Liopropoma longilepis ingår i släktet Liopropoma och familjen havsabborrfiskar. IUCN kategoriserar arten globalt som otillräckligt studerad. Inga underarter finns listade i Catalogue of Life.